# Antoni Trusow
Anton Daniłowicz Trusow (ros. Антон Данилович Трусов) (ur. 15 maja?/27 maja 1835 w Borysowie (Białoruś), zm. ok. 1886 w Mińsku) – rewolucjonista rosyjski i białoruski, uczestnik powstania styczniowego 1863-1864.

## Życiorys
Studiował w latach 1854-1860 na wydziale medycznym Uniwersytetu Moskiewskiego. Na początku lat 1860 zbliżył się do kręgu rewolucjonisty Piotra Zaiczniewskiego (1842-1896).
W latach 1861–1862 uczestniczył w Mińsku w przygotowaniu Powstania Styczniowego. Podczas Powstania walczył po stronie polskiej dowodząc oddziałem, który przyłączył się do oddziału Stanisława Laskowskiego i wraz z nim brał udział w potyczce 10 maja 1863 pod Piotrowszczyzną.
Po upadku powstania został zaocznie skazany na karę śmierci.
Wyemigrował o Francji, gdzie pracował jako drukarz. W roku 1869 został sekretarzem redakcji emigracyjnej gazety „Narodnoje dieło” ukazującej się w Genewie, potem jej właścicielem. W jego drukarni powstało w ciągu dziesięciu lat ok. 150 pozycji książkowych. Wraz z Nikołajem Utinem przyłączył się 1870 do I. Międzynarodówki.
W roku 1871 został członkiem genewskiego komitetu pomocy komunardom. W roku 1883 ciężko zachorował, powrócił na Białoruś, gdzie umarł.